# Jesenický potok (přítok Odravy)
Jesenický potok je vodní tok v okrese Cheb v Karlovarském kraji, pravostranný přítok Odravy.
Délka toku měří 9,9 km, plocha povodí činí 13,7 km².

## Průběh toku
Potok pramení v nadmořské výšce 610 metrů v Českém lese, jihovýchodně od vesnice Palič, části obce Lipová v okrese Cheb. Potok teče převážně severním směrem. Od pramene protéká neobydlenou krajinou, podtéká silnici z Paliče do Salajny a mezi vesnicemi Horní Lažany a Salajnou podtéká i železniční trať z Chebu do Plzně. Krátce nato opouští Český les a přitéká do Chebské pánve. Před obcí Okrouhlá se směr toku mění na severozápadní, potok protéká Ohrouhlou a za obcí se již zprava vlévá do Odravy, resp. do Jesenické přehrady.